# The Blues Book
The Blues Book – album studyjny amerykańskiego saksofonisty jazzowego Bookera Ervina, wydany w 1964 roku z numerem katalogowym PR 7340 nakładem Prestige Records.

## Powstanie
Materiał na płytę został zarejestrowany 30 czerwca 1964 roku przez Rudy’ego Van Geldera w należącym do niego studiu (Van Gelder Studio) w Englewood Cliffs w stanie New Jersey. Utwory wykonali: Booker Ervin (saksofon tenorowy), Carmell Jones (trąbka), Gildo Mahones (fortepian), Richard Davis (kontrabas), Alan Dawson (perkusja). Produkcją albumu zajął się Don Schlitten.

## Lista utworów
Opracowano na podstawie materiału źródłowego.
Wydanie LP
Strona A
| Nr | Tytuł utworu   | Muzyka       | Długość |
| -- | -------------- | ------------ | ------- |
| 1. | „Eerie Dearie” | Booker Ervin | 14:27   |
| 2. | „One for Mort” | Ervin        | 6:21    |
|    |                |              | 20:48   |

Strona B
| Nr | Tytuł utworu      | Muzyka | Długość |
| -- | ----------------- | ------ | ------- |
| 1. | „No Booze Blooze” | Ervin  | 15:23   |
| 2. | „True Blue”       | Ervin  | 5:07    |
|    |                   |        | 20:30   |

## Twórcy
Opracowano na podstawie materiału źródłowego.
Muzycy:
- Booker Ervin – saksofon tenorowy
- Carmello Jones – trąbka
- Gildo Mahones – fortepian
- Richard Davis – kontrabas
- Alan Dawson – perkusja

Produkcja:
- Don Schlitten – produkcja muzyczna
- Rudy Van Gelder – inżynieria dźwięku
- Ira Gitler – liner notes